# 人間の反響定位
人間の反響定位（英: human echolocation）とは、白杖を軽くたたく、口で音を発する（クリック音）など、積極的に音を出し、物体からの反響を感知することによって、環境内の物体を検出する人間の能力のこと。
反響定位で方向を定める訓練を受けた人は、近くの物体が反射する音波を解釈して、その位置と大きさを正確に特定できる。
つまり、反響によって、物体の位置（どこにあるか）、寸法（大きさと形状）、密度（固さ）に関する詳細な情報が識別できる。
例えば、壁、出入り口、柱、階段、移動中の車両、木、葉など、物体の配置と性質や環境に関する情報がわかる。
バスケットボール、フットボール、スケートボードなどの技をこなしたり、荒野をマウンテンバイクで安全に移動することができる人もいる。
視覚障害者に対する反響定位トレーニングを推進する国際的な団体 Visioneers.org がある。

## 概要
多くの盲人は、受動的に自然環境の反響音を利用して周囲の環境についての詳細を感知する（受動的反響定位）。しかし、能動的に口のクリック音（硬口蓋歯茎吸着音）を出し、そのクリック音の反響音を使って周囲の環境に関する情報を判断すること（能動的反響定位）ができる人もいる。受動的反響定位と能動的反響定位とは、どちらも盲人が周囲の環境を感知するのに役立つ。
周囲の環境を見ることができる人は、先行音効果による反響の抑制現象によって、近くの物体からの反響を容易に知覚できないことが多い。しかし、正常な聴力をもつ晴眼者は、訓練によって音だけによる障害物の回避を学習することができ、反響定位が人間の一般的な能力であることを示している。ジョン・レバック・ドレーバーは、人間の反響定位を、規定の標準モードを超える空間聴覚であるパナクーシ・ロキの例としている。
ロア・セイラーは、ダラム大学の研究者を率いて、反響定位を人間に教えることができるかどうかを調べ、誰でも反響定位が習得できそうなことを示した。彼らは、10週間にわたって12人の盲人と14人の晴眼者に反響定位を教えた。
反響定位のスキルを習得するために必要なことは二つある。
1. 舌と口蓋を使った特別なクリック音の出し方（硬口蓋歯茎吸着音の舌打ち）を覚える。
2. クリック音の反響が、周囲にあるものでわずかに変化するのを聞き分けられるようになる。

## 識別能力
反響やその他の音は、多くの点で光によって伝えられるデータに匹敵する空間データを伝達することができる。視覚障害のある旅行者は反響を使用して、長い白杖や腕の届かない距離から、周囲の非常に複雑で詳細で具体的な特徴を知覚することができる。反響は、壁、出入り口、張り出し、くぼみ、柱、上りの縁石、階段、植木鉢、消火栓、駐車中または走行中の車両、歩行者、木や葉など、物体や環境の特徴の性質と配置に関する情報を提供できる。反響から、位置（物体がどこにあるか）、寸法（物体の大きさと全体的な形状）、密度（物体の固さ）に関する詳細な情報が分かる。位置は通常、観察者からの距離と方向（前後、左右、高低）に分けられる。寸法は、物体の高さ（高い／低い）と幅（広い／狭い）を指す。
これらの性質の相互関係を理解することによって、一つまたは複数の物体の性質について多くのことが知覚できる。たとえば、高さが高くて細い物体は、すぐに柱として認識されるだろう。底部では高さが高くて細く、上部では幅が広い物体は、木である。高さが高くて非常に幅が広いものは、壁または建物として認識される。中央では幅が広くて高く、両端では低いものは、駐車中の車として識別される可能性がある。低くて幅が広い物体は、プランター、擁壁、または縁石かもしれない。手前では非常に低く、高くなるにつれて遠ざかるものは、階段である。
密度は、物体の堅固さ (固形／まばら、硬い／柔らかい) を指す。密度を認識すると、利用可能な情報に豊かさと複雑さが加わる。たとえば、低くて堅固な物体はテーブルとして認識される可能性があるが、低くてまばらなものは茂みのように聞こえる。高さが高くて幅が広く、非常にまばらな物体は、おそらくフェンスだろう。

## 機構
視覚と聴覚は、反射されたエネルギー波を検出するという点で似ている。視覚は、発生源から伝わって環境中の表面で反射し、目に入る光波を処理する。同様に、聴覚系は、発生源から伝わって表面で反射し、耳に入る音波を処理する。どちらの神経系も、感覚器官が受け取る反射エネルギーの複雑なパターンを解釈することによって、環境に関する多くの情報を抽出できる。音の場合、これらの反射エネルギー波は反響（echo, エコー）と呼ばれる。

### 反響定位に関連する脳領域

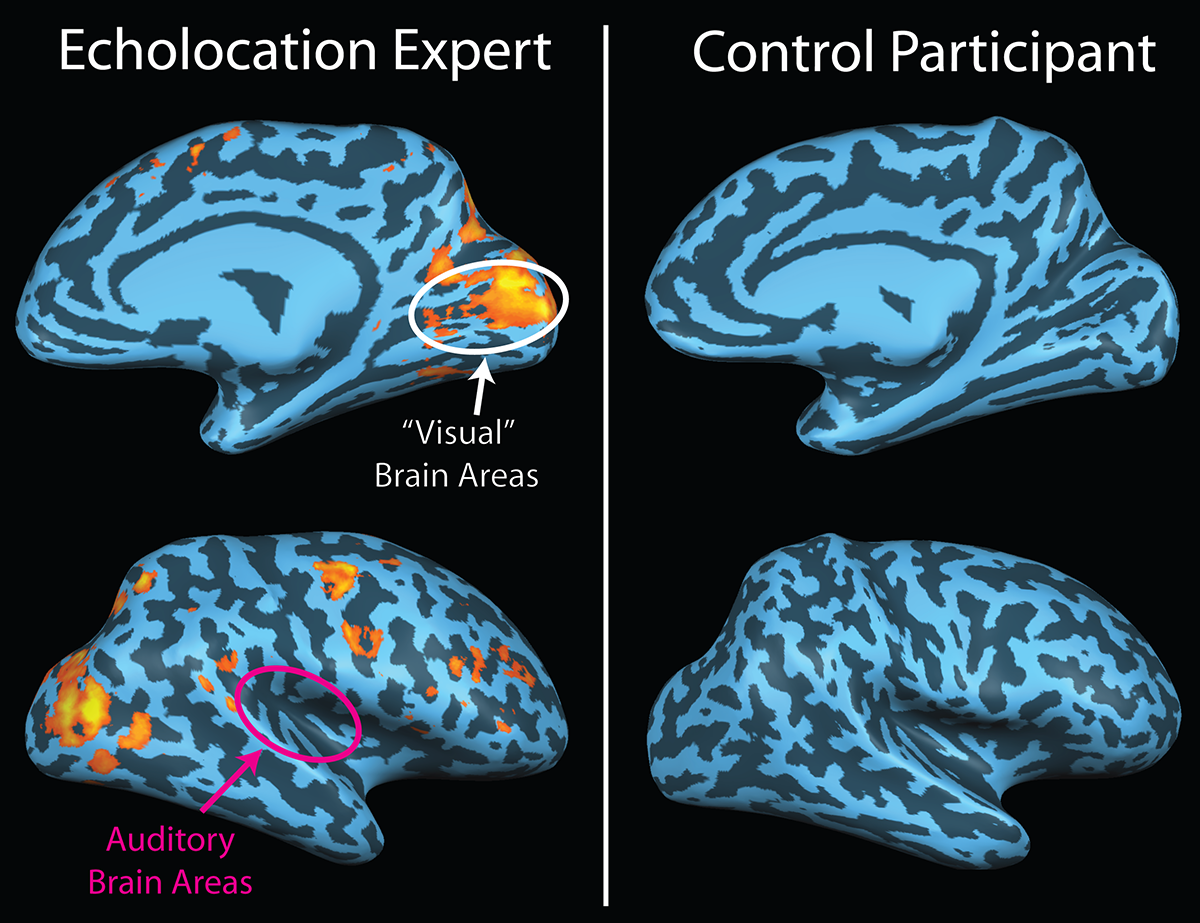
左は、反響定位の訓練を受けた早期失明者の脳における反響に関連する活動を示している。訓練を受けていない晴眼者の脳（右）では、同じ反響を聞いても活動は見られない。

盲人の中には、口でクリック音を出して返ってくる反響音を聞くだけで、静かな物体を反響定位する技術に長けている人もいる。人間の反響定位の神経基盤に関する研究はほとんど行われていないが、それらの研究では、盲目の熟練した反響定位者の場合、反響定位中に一次視覚野が活性化すると報告されている。この脳領域の再マッピング現象の駆動メカニズムは、神経可塑性として知られている。
2014年にセイラー (L. Thaler) らが行った研究では、研究者らはまず、盲目の反響定位技能者が屋外に立って車、旗竿、木などのさまざまな物体を識別しようとしているときに、耳に小さなマイクを取り付けてクリック音とその非常にかすかな反響を録音した。次に研究者らは、機能的磁気共鳴画像法 (fMRI) を使用して脳の活動を測定しながら、録音した音を反響定位技能者に聞かせた。驚くべきことに、反響定位技能者の録音を再生すると、彼らは反響に基づいて物体を認識しただけでなく、目の見える人が通常視覚情報を処理する脳の領域、主に一次視覚野 (V1) の活動を示した。視覚領域は通常、視覚処理中だけに活性になるので、この結果は驚くべきものだった。聴覚情報を処理する脳領域は、反響を含む屋外の風景の録音によっても、反響を取り除いた屋外の風景の録音によっても活性化しなかった。重要なのは、同じ実験を反響定位を行わない晴眼者を対象に行ったところ、これらの人々は物体を認識できず、脳のどこにも反響関連の活動が見られなかったことである。これは、盲目の反響定位を行う人の皮質に可塑性があり、聴覚領域ではなく一次視覚皮質が反響定位の計算に関与するように再編成されることを示唆している。
この証拠にもかかわらず、視覚障害のある反響定位者の視覚皮質の活性化が反響定位能力にどの程度寄与しているかは不明である。前述のように、目の見える人も反響定位能力をもっているが、視覚皮質では同等の活性化は見られない。これは、目の見える人が反響定位に視覚皮質以外の領域を使用していることを示唆している。

### クリック音の周波数
2017年にセイラーらが行った研究では、ダニエル・キッシュと反響定位の達人2人が発するクリック音を測定した。3人が発したクリック音の周波数は似ていて、2-4 kHz にピークをもち、10 kHz の高周波も含んでいた。持続時間は 3 ミリ秒であり、すぐに減衰した。
上記の研究は、ヒトの反響定位の仕組みを理解するうえで重要な一歩であろう。反響定位をより多くの人々に授けるデバイスの開発にもつながるかもしれない。実は、クリック音を発する道具はすでにある。キッシュの生徒たちの3人に1人は、口でクリック音を出せないか、出そうとしない。しかし、カスタネットを使わせると、すぐに反響定位ができるようになるという。

## 背景
「反響定位 (echolocation)」という用語は、1944年に動物学者ドナルド・グリフィンによって造られた。しかし、この現象は以前から知られていた。たとえば、ドゥニ・ディドロは1749年に、盲人が音のない物体の位置を特定できることを報告した。人間の反響定位は、少なくとも1950年代から知られており、正式に研究されていた。
人間と動物の反響定位の分野は、1959年にはすでに書籍の形で調査されていた（White ら, 1970 も参照）。
以前は、人間の反響定位は「顔面視覚」または「障害物感覚」と説明されることがあった。これは、近くの物体が近づくと皮膚の圧力が変化すると考えられていたからである。1940年代になって初めて、コーネル心理学研究所で行われた一連の実験により、皮膚の圧力変化ではなく、音と聴覚がこの能力を駆動するメカニズムであることが示された。

## 注目すべき事例

### ダニエル・キッシュ
反響定位は、非営利団体World Access for the Blindを通じて視覚障害者を支援するダニエル・キッシュによってさらに発展した。彼は、盲目の若者をハイキングやマウンテンバイクで荒野に案内し、新しい場所を安全に移動する方法を「フラッシュソナー (FlashSonar)」と呼ぶ技術で教えている。キッシュは、網膜癌のため生後13か月で両目を摘出した。彼はまだ子どものころ、舌で口蓋クリック音を出すことを覚え、現在は他の視覚障害者に反響定位の方法と「知覚移動 (Perceptual Mobility)」と呼ぶ技術を指導している。最初は白杖を「障害者」の道具とみなし、歩くときに白杖を使うことに抵抗があって、自分は「全く障害者ではない」と考えていたが、キッシュは白杖と反響定位とを組み合わせた技術を開発し、移動能力をさらに拡大した。
キッシュは、「経験豊富な利用者のイメージの感覚は非常に豊かです。音だけでなく反響からも、美しさや荒々しさなどを感じることができます。」と報告している。キッシュは、フェンスの構造の配置に関する反響から返される情報によって、金属製のフェンスと木製のフェンスとを区別することができる。また、非常に静かな状況では、金属と比べた木の反響の温かく鈍い品質を聞き取ることができる。

### トーマス・タホ
トーマス・タホは、インド北東部のアルナーチャル・プラデーシュ州にあるヒマラヤ山脈の奥地チャヤンタホ村で生まれた。彼は7歳か8歳の頃に視神経萎縮症で失明し、反響定位を独学で習得した。現在彼はベルギーに住み、Visioneers (World Access for the Blind) と協力して世界中の視覚障害者に自立したナビゲーションスキルを伝授している。タホは独立した研究者でもある。彼は感覚の文化的および生物学的進化史を研究し、その研究結果を世界中の科学会議で発表している。

### ベン・アンダーウッド

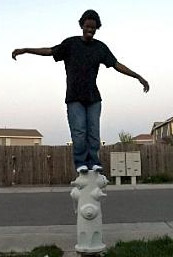
ベン・アンダーウッド

ベン・アンダーウッドは、1992年1月26日にカリフォルニア州 リバーサイドで生まれた盲目のアメリカ人だった。彼は2歳の時に網膜癌と診断され、3歳の時に両目を摘出した。
アンダーウッドは5歳の時に反響定位を独学で習得し、舌で頻繁にクリック音を発することによって物体の位置を感知できるようになった。この事例は新聞記事「20/20: Medical Mysteries」で説明されている。彼は反響定位を使って、ランニング、バスケットボール、自転車、ローラーブレード、フットボール、スケートボードなどの技をこなした。アンダーウッドの幼少期の眼科医は、アンダーウッドは人間の中で最も反響定位に長けた人の一人だと主張した。
アンダーウッドは他の視覚障害者に彼の先導に従うよう促した。彼は2009年に癌で亡くなった。

### ローレンス・スカデン
ローレンス・スカデンは子供の頃に病気で視力を失ったが、交通量の多い道路で自転車に乗れるほど反響定位が使えるようになった（両親はまだ視力が残っていると思っていた）。1998年に、スカデンはメリーランド大学の聴覚神経行動学研究所で反響定位の体験についてインタビューを受けた。研究者たちは、コウモリが反響定位の鳴き声を発し続けながらも、慣れ親しんだ音響空間では経路統合を行うという、グリフィンが説明したWiederorientierung（英: reorientation、経路再設定）現象を知っていた。スカデンは、反響定位には余分な努力が必要なので、自分も同じことをしたと語った。
全米理科教師協会はスカデンを称えて「障害のある生徒のための年間最優秀ローレンス・A・スカデン教師賞」を創設した。

### ルーカス・マレー
ドーセット州プール出身のルーカス・マレーは生まれつき目が見えず、ダニエル・キッシュから人間の反響定位を学んだ初期のイギリス人の一人である。ルーカスの両親は、ダニエル・キッシュがベン・アンダーウッドに反響定位を教えているドキュメンタリーを見た。数か月後、両親はダニエルがスコットランドの慈善団体「ビジビリティ」を訪問することを知り、ダニエルに連絡を取った。キッシュは5歳のルーカスに4日間かけて反響定位の基礎を教えた。7歳になるまでに、ルーカスは物体の距離だけでなくその材質も正確に判断できるほどに熟達し、ロッククライミングやバスケットボールなどのスポーツで他の子供たちと遊ぶことができた。2019年に、彼はサウス・ウェスタン鉄道で1週間の職業体験を楽しんだ。

### ケビン・ワーウィック
科学者(英)ケビン・ワーウィックは、追加の感覚入力として超音波パルスを脳に送る実験を行った（神経インプラントからの電気刺激を介して）。テストでは、物体までの距離を正確に識別し、物体の小さな動きを検出することができた。

### フアン・ルイス
生まれつき目が見えなかったフアン・ルイスは、カリフォルニア州 ロサンゼルスに住んでいる。ルイスは(英)スタン・リーのスーパーヒューマンズの最初のエピソード「エレクトロマン」（放映: 2010-08-05）に登場した。このエピソードでは、ルイスが自転車に乗ったり、駐車中の車やその他の障害物を避けたり、近くにある物体を識別したりできることが示された。ルイスは洞窟に出入りし、洞窟の長さやその他の特徴を判断した。
フアンによると、木の太さや、物の材質、建物、石などの形状が手に取るように分かる。反響定位の第一人者であるフアンは、目の見えない人にこの技術を伝えてきた。2016年までに20か国で1000人あまりを指導している。「僕は超人ではない。反響定位は努力によって、誰でも取得できる技術です」と言っている。
2016年放送のフジテレビ「初来日！ 音で世界を見る男」では、元パラリンピックスイマー秋山里奈がフアンから反響定位の指導を受けた。秋山は2012年ロンドンパラリンピック競泳女子100M背泳ぎ（視覚障害S11）で、金メダルを獲得している。
まず最初にパネルの前で、自分のクリック音を聞いた。次に、フアンはパネルを上部から少しずつ秋山の顔に近付けていった。また、パネルが左右のどちらにあるかを感知するトレーニングをした。そして、パネルと布を聞き分けるトレーニングを行った。
秋山がクリック音を出しながら長い廊下を歩き、空いているドアを探すトレーニングも行った。
フアンの脳に機能的磁気共鳴画像法 (fMRI) を用いて、頭の中を画像診断した。予め録音した自身のクリック音を聞いたとき、フアンの脳では視覚野の血流が増えていた。同じ実験を秋山に行うと、血流は少ないが、やはり視覚野が反応していた。

## 人気メディア
1964年のマーベル・コミックのキャラクター デアデビルは、反響定位と組み合わせた高度な感覚を駆使して世界を非常に詳細に認識するスーパーヒーローである。
2007年の児童向けファンタジー小説『(英)グレゴールと爪の掟』では、主人公のグレゴールが反響定位を習得する。このスキルは、小説の主な舞台である地下文明アンダーランドでの戦闘に役立つことが示される。
2012年の映画『(英)イマジン』では、主人公が視覚障害者クリニックの学生に反響定位を教えている。この型破りな方法は物議を醸したが、学生たちが世界を探索する助けとなった。
2017年のビデオゲーム「(英)Perception」では、プレイヤーは環境を移動するために反響定位を使う盲目の女性の役割を演じる。